# Живолуб, Виктор Николаевич
Виктор Николаевич Живолуб (род. 21 ноября 1932 года) — советский и российский кинорежиссёр и сценарист, известный по фильмам в жанрах приключений и исторического кино.

## Биография
Родился в городе Кадиевка (ныне Стаханов) Луганской области. В 1971 году с отличием окончил ВГИК (мастерская Сергея Герасимова и Тамары Макаровой), где учился вместе с будущими известными режиссёрами Александром Миттой и Татьяной Лиозновой.
С 1972 года работал на Свердловской киностудии, где снял свои первые картины. В 1980-е годы сотрудничал с киностудией имени М. Горького.
Особенностью творчества Живолуба стало внимание к исторической достоверности и этнографическим деталям в таких фильмах, как «Казачья застава» и «Карпатское золото».

## Фильмография

### Режиссёрские работы
- 1972 — «Димка» (короткометражный) — дебютная работа
- 1975 — «Танец орла» — приключенческий фильм
- 1977 — «Гармония» — производственная драма
- 1979 — «Я буду ждать...» — мелодрама
- 1981 — «Право на выстрел» — детектив
- 1982 — «Казачья застава» — историческая драма
- 1984 — «Приказано взять живым» — военный фильм[2]
- 1986 — «Бармен из «Золотого якоря»» — криминальная драма
- 1989 — «Театральный сезон» — сатирическая комедия
- 1991 — «Карпатское золото» — приключенческий фильм

### Актёрские работы
- 1982 — «Казачья застава» — эпизодическая роль
- 1991 — «Карпатское золото» — эпизодическая роль

### Сценарные работы
- 1972 — «Димка» (короткометражный)
- 1991 — «Карпатское золото»

## Примечание
1. ↑  Виктор Живолуб (Viktor Zhivolub) (брит. англ.). www.kinomania.ru. Дата обращения: 4 июня 2025.
2. ↑  Боевик, в котором шпион на чёрном дельтаплане пересёк границу СССР. sso.passport.yandex.ru (21 апреля 2023). Дата обращения: 4 июня 2025.